# 키르기스스탄의 주
키르기스스탄은 7개의 주(област)와 1개의 수도(비슈케크), 1개의 행정 도시(shaar)로 구성되어 있다.
키르기스스탄에는 다음과 같은 행정 구역이 있다. (괄호 안에 있는 내용은 주도)
1. 비슈케크 (행정 도시)
2. 밧켄 주 (밧켄)
3. 추이 주 (비슈케크)
4. 잘랄아바트 주 (잘랄아바트)
5. 나린 주 (나린)
6. 오시주 (오시)
7. 탈라스 주 (탈라스)
8. 이식쿨 주 (카라콜)
9. 오시 (행정 도시)